# ای‌بی
ای‌بِی (به انگلیسی: eBay)، یک شرکت تجارت الکترونیک چند ملیتی آمریکایی است که در سان خوزه، کالیفرنیا مستقر است و از طریق وبسایت خود، فروش کالا به مصرف‌کننده و کسب درآمد از طریق خریدار را تسهیل می‌کند. ای‌بی در سال ۱۹۹۵ توسط پیر امیدیار تأسیس و به یک داستان موفقیت‌آمیز حباب دات کام تبدیل شد. ای‌بی، یک تجارت چند میلیارد دلاری است، که از سال ۲۰۱۹ در ۳۲ کشور فعالیت می‌کند. ای‌بی، یک وبسایت حراج و خرید آنلاین است که در آن افراد و مشاغل از سراسر جهان، طیف گسترده‌ای از کالاها را خرید و فروش می‌کنند. استفاده از این وبسایت برای خریداران رایگان است، اما از فروشندگان پس از ثبت چندین کالا به صورت رایگان، کارمزد خدمات (از بابت ثبت و فروش کالا) دریافت می‌شود.
علاوه بر فروش اصلی حراج ای‌بی به سبک حراج حضوری، وبسایت این شرکت نیز توسعه و گسترش یافته است و شامل موارد زیر است: خریدهای فوری «اکنون آن را بخرید». خرید با کد جهانی کالا، شماره استاندارد بین‌المللی کتاب (ISBN) یا هر نوع شماره واحد نگهداری موجودی (SKU) دیگر (از طریق Half.com که در سال ۲۰۱۷ تعطیل شد)؛ تبلیغات طبقه‌بندی شده آنلاین (از طریق Kijiji یا طبقه‌بندی شده eBay)؛ تجارت آنلاین بلیت رویداد (از طریق StubHub)؛ و سایر خدمات ای‌بی قبلاً به عنوان بخشی از خدمات خود انتقال پول آنلاین (از طریق پی‌پل، که از سال ۲۰۰۲ تا ۲۰۱۵ یک شرکت تابعه ای‌بی بود) ارائه می‌داد.

## تاریخچه

### دهه ۱۹۹۰
AuctionWeb در کالیفرنیا در سپتامبر ۱۹۹۵ توسط برنامه‌نویس رایانه ایرانی-آمریکایی فرانسوی‌تبار به عنوان بخشی از یک سایت شخصی بزرگتر تأسیس شد. یکی از اولین کالاهایی که در AuctionWeb فروخته شد، نشانگر لیزری شکسته به قیمت ۱۴٫۸۳ دلار بود. امیدیار متعجب با داوطلب برنده تماس گرفت تا از او سؤال کند آیا نشانگر لیزر خراب است یا نه. خریدار توضیح داد: «من یک جمع‌کننده نشانگرهای لیزر شکسته هستم.» به زودی اولین سایت حراج آنلاین شد که امکان معاملات شخص به فرد را فراهم می‌کرد و محبوبیت آن رونق گرفت.
گفته می‌شود، eBay به سادگی برای امیدیار یک سرگرمی بود تا اینکه ارائه دهنده خدمات اینترنت وی به او اطلاع داد که به دلیل ترافیک بالای وبسایت، نیاز به ارتقا به یک حساب کاربری دارد. افزایش ماهانه قیمت از ۳۰ دلار به ۲۵۰ دلار وی را بر آن داشت تا شارژ کاربران eBay را شروع کند، که اعتراض نکردند. Chris Agarpao اولین کارمند اضافی eBay برای پردازش پرداخت‌های چک پستی بود. جفری اسکول در اوایل سال ۱۹۹۶ به عنوان اولین رئیس جدید شرکت استخدام شد. در نوامبر ۱۹۹۶، سیستم تجارت الکترونیکی اولین قرارداد صدور مجوز شخص ثالث خود را با یک شرکت به نام حراج مسافرتی الکترونیکی برای استفاده از فناوری SmartMarket برای فروش هواپیما منعقد کرد بلیت و سایر محصولات سفر. رشد فوق‌العاده بود: از ۲۵۰٬۰۰۰ حراج در کل سال ۱۹۹۶ به ۲۰۰٬۰۰۰ حراج فقط در ژانویه ۱۹۹۷.
این شرکت پس از گروه فناوری اکو بی، شرکت مشاور امیدیار، در سپتامبر ۱۹۹۷ به‌طور رسمی نام خدمات خود را از AuctionWeb به eBay تغییر داد. نام دامنه echobay.com قبلاً توسط یک شرکت استخراج طلا گرفته شده بود، بنابراین امیدیار آن را به eBay.com کوتاه کرد. در سال ۱۹۹۷ این شرکت ۶٫۷ میلیون دلار بودجه از شرکت سرمایه‌گذاری خطرپذیر Benchmark Capital دریافت کرد. داستان مکرر تکرار شده‌ای که eBay برای کمک به معاملات نامزد امیدیار در پخش کننده‌های آب نبات Pez تأسیس شد،
در سال ۱۹۹۷ توسط مدیر روابط عمومی مری لو سونگ ساخته شد تا یک داستان با علاقه انسانی را جذاب تر از دیدگاه اولیه امیدیار در مورد «بازار کامل» بداند. [افسانه تلگراف Pez تبلیغات عظیمی ایجاد کرد و منجر به رشد زودهنگام و انفجاری در میان جمع‌کنندگان اسباب بازی شد. پیشگام در گروه اسباب بازی‌ها به سرعت به Beanie Babies تولید شده توسط Ty , Inc تبدیل شد که سخت‌ترین اسباب بازی است که می‌توان در فروشگاه‌های خرده فروشی یافت. در حالی که مجموعه داران در سطح بین‌المللی سعی داشتند مجموعه خود را از Beanie Babies تکمیل کنند، Ty اولین وبسایت تجارت به مصرف‌کننده را ایجاد کرد، یک پست تجارت آنلاین در بازار ثانویه که مردم می‌توانستند Beanie Babies خود را تجارت کنند. با این وجود، لیست‌های غیرقابل مرتب‌سازی غرق در آن بودند و تقاضای فوری برای یک سیستم تجارت آنلاین کارآمدتر را ایجاد کردند.
Beanie Babies به سرعت به محصول غالب در eBay تبدیل شد و ۱۰٪ از همه لیست‌ها را در سال ۱۹۹۷ به خود اختصاص داد، زیرا مجموعه‌ها از طریق رابط کاربر پسند eBay برای جستجو برای Beanie Babies خاص، شلوغ شدند. مگ ویتمن در مارس ۱۹۹۸ توسط هیئت مدیره به عنوان رئیس و مدیرعامل eBay استخدام شد. در آن زمان، این شرکت دارای ۳۰ کارمند، نیم میلیون کاربر و درآمد ۴٫۷ میلیون دلار در ایالات متحده بود. در ۲۱ سپتامبر ۱۹۹۸، eBay عمومی شد. امیدیار در بخش عوامل خطر گزارش سالانه که در سال ۱۹۹۸ به کمیسیون بورس و اوراق بهادار آمریکا ارسال شد، به وابستگی eBay به استمرار قدرت بازار بچه‌های Beanie اشاره کرد. پس از عمومی شدن eBay، امیدیار و Skoll نیز میلیاردرهای فوری شدند: هدف eBay 18 دلار برای هر سهم، اما نادیده گرفته شد زیرا قیمت در ۵۳٫۵۰ دلار در روز اول معاملات قرار گرفت.

### دهه ۲۰۰۰
همان‌طور که این شرکت دسته‌بندی محصولات خود را فراتر از کالاهای قابل جمع‌آوری تقریباً به هر مورد قابل فروش گسترش داد، تجارت به سرعت رشد کرد. در سال ۲۰۰۰، eBay دارای ۱۲ میلیون کاربر ثبت شده و یک موجودی اینترنتی با بیش از ۴٫۵ میلیون مورد در هر روز برای فروش بود. در سال ۲۰۰۱، eBay بیشترین پایگاه کاربری را در بین سایت‌های تجارت الکترونیکی داشت. در فوریه ۲۰۰۲ این شرکت iBazar را خریداری کرد، وبسایت حراج مشابه اروپایی که در سال ۱۹۹۸ تأسیس شد، و سپس PayPal را در ۳ اکتبر ۲۰۰۲ خریداری کرد.
در اوایل سال ۲۰۰۸، این شرکت با شمارش صدها میلیون کاربر ثبت شده و همچنین ۱۵۰۰۰ کارمند و درآمد تقریباً ۷٫۷ میلیارد دلاری، در سراسر جهان گسترش یافته بود. ویتمن پس از نزدیک به ده سال حضور در eBay، تصمیم گرفت وارد سیاست شود. در ۲۳ ژانویه ۲۰۰۸، این شرکت اعلام کرد که ویتمن در ۳۱ مارس ۲۰۰۸ از سمت خود کناره‌گیری خواهد کرد و جان دوناهو به عنوان رئیس و مدیرعامل انتخاب شد. در اواخر سال 2009 eBay فروش اسکایپ را به مبلغ ۲٫۷۵ میلیارد دلار به پایان رساند، اما همچنان ۳۰٪ سهام این شرکت را در اختیار داشت.

#### دهه ۲۰۱۰
در سال 2012 eBay توسط وزارت دادگستری ایالات متحده متهم شد که با سایر شرکت‌های فن آوری که شامل کارمندان بسیار ماهر آنها است، توافق‌نامه‌های عدم درخواست را درخواست کرده است. در تاریخ ۳۰ سپتامبر ۲۰۱۴، eBay اعلام کرد که PayPal را به یک شرکت عمومی جداگانه معامله می‌کند، این تقاضا ۹ ماه قبل توسط کارل ایکان، بزرگنمای صندوق سرمایه‌گذاری پرچین صورت گرفت. spinoff در ۱۸ ژوئیه ۲۰۱۵ تکمیل شد. جان دوناهو، مدیر عامل وقت eBay، از این نقش کناره‌گیری کرد. Flipkart و eBay در سال ۲۰۱۷ با هم مشارکت راهبردی کردند که طبق آن eBay Inc در ازای تجارت eBay هند با ۲۱۱ میلیون دلار و ۵۱۴ میلیون دلار سرمایه نقدی، درصد از سهام Flipkart را به دست آورد. به عنوان بخشی از مشارکت، Flipkart تصمیم گرفت از بستر eBay برای برون سپاری جهانی استفاده کند. در ۳۱ ژانویه ۲۰۱۸، eBay اعلام کرد که آنها PayPal را به عنوان ارائه دهنده اصلی پرداخت‌های خود با Adyen تازه‌کار مستقر در هلند جایگزین می‌کنند. قرار بود این انتقال تا سال ۲۰۲۱ به پایان برسد، اما PayPal تا اطلاع ثانوی یک گزینه پرداخت قابل قبول در سایت باقی خواهد ماند.
در تاریخ ۳۱ ژوئیه ۲۰۱۹، این شرکت ۵٫۵۹ درصد از سهام Paytm Mall را به دست آورد. در تاریخ ۲۵ سپتامبر ۲۰۱۹، اعلام شد که Devin Wenig از سمت خود به عنوان مدیرعامل eBay کناره‌گیری می‌کند، و اسکات شنکل، معاون ارشد رئیس و مدیر ارشد مالی از سال ۲۰۱۵، به عنوان مدیر عامل موقت منصوب شده است. در ۱۳ آوریل سال ۲۰۲۰، اعلام شد که جیمی ایانون در ۲۷ آوریل مدیر عامل خواهد شد. در ۱۵ ژوئن سال ۲۰۲۰، ای بی توضیح داد که ونیگ و پنج کارمند دیگر پس از اخطار اجرای قانون در ماه اوت در ماه سپتامبر به دلیل احتمالاً پرونده جنایی آزار و اذیت روزنامه نگاران که توسط برخی از کارمندان منصرف شده انجام شده بود، خاتمه یافتند. این شش نفر به اتهامات Cybertalking متهم هستند.
در سپتامبر ۲۰۱۲ لوگوی جدید این شرکت معرفی شد و از تاریخ ۱۰ اکتبر ۲۰۱۲ بر روی وبسایت این شرکت به نمایش گذاشته شد.

۱۹۹۵–۲۰۱۲
از ۲۰۱۲ تاکنون

## قوانین حراج در ئی‌بی
بر طبق قانون ای بی حراج مواد غذایی در این سایت ممنوع است.

### گران‌ترین اجناسی که در ئی بی به فروش رسیده است
- یک قایق که توسط میلیارد روسی رومن آبراموویچ به مبلغ ۱۶۸ میلیون دلار خریداری شد.
- هواپیمای جت Gulfstream II به مبلغ ۴٫۹ میلیون دلار در سال ۲۰۰۱ میلادی در ای بی به فروش رسید.
- ناهار با وارن بافِت (Warren Buffett) به قیمت ۲٫۶ میلیون دلار در مزایده ای بی به فروش رسید. بافِت یک بازرگان، کار آفرین و سرمایه‌گذار آمریکایی است، که به‌عنوان موفق‌ترین سرمایه‌گذار قرن بیستم شناخته می‌شود و زمان برای او بسیار با ارزش می‌باشد؛ بنابراین هر شخصی علاقه‌مند می‌باشد، که با او زمانی را صرف کند تا از نظرات و تجربیات او در زمینه سرمایه‌گذاری بهرمند شود. بافِت یک بار در سال، خدمات خود را در طول زمان ناهار در ای بی به مزایده می‌گذارد. در سال ۲۰۱۰میلادی، شخصی ناشناس برای ناهار با بافت مبلغ ۲٫۶ میلیون دلار پرداخت کرد. درآمد از این مزایده برای کارهای خیریه صرف می‌شود.

- در سال ۲۰۰۳ میلادی، شهرک کوچکی در آلبرت تگزاس آمریکا به مبلغ ۲٫۵ میلیون دلار در مزایده ای بی فروخته شد.
- خانه مجلل با یک پناهگاه هسته ای به مبلغ ۲٫۱ میلیون دلار در مزایده ای بی فروخته شد.
- شهرک خصوصی Bridgeville در کالیفرنیای آمریکا به مبلغ ۱٫۷ میلیون دلار در مزایده ای بی معامله شد.
- کارت بیس بال Honus Wagner به مبلغ ۱٫۱ میلیون دلار در مزایده ای بی فروخته شد.
- فراری انزو به قیمت ۱ میلیون دلار در مزایده ای بی فروخته شد. تنها ۳۹۹ فراری انزو ساخته شده است، که باعث می‌شود آنها یک مجموعه نادر باشند.
- چوب بیس بال یکی از بازیکن‌های معروف بیس بال به نام جو جکسون (Shoeless Joe Jackson) به مبلغ ۵۷۷٫۶۱۰ هزار دلار توسط خواهرزاده اش در سال ۲۰۰۱ میلادی در مزایدهای ای بی به فروش رسید.

آیا برگزاری مزایده برای فروش زندگی خود در ای بی امکان‌پذیر می‌باشد؟! شخصی به نام یان یاشر (Ian Usher) که تنها به نویسندگی و سفر علاقه داشت. ناگهان او که دچار بحرانی در زندگی خود شده بود، تصمیم جالب و شوکه کننده ای گرفت. او زندگی خود را که شامل دوستان، شغل و ماشینش می‌شد را در ای بی استرhلیا به مزایده گذاشت، که در نهایت از این مزایده مبلغ ۳۰۹ هزار دلار کسب کرد. او توانست به مکانهای مختلفی سفر کند و همچنین دو کتاب از تجربه‌های جالب خود نوشت.

## انتقادات و جنجال‌ها
انتقادات رایج eBay شامل نگرانی در مورد تقلب، جعل و نقض مالکیت معنوی در اقلام حراج است. به دلیل عدم پرداخت مالیات بریتانیا مورد انتقاد قرار گرفت: ساندی تایمز در اکتبر ۲۰۱۲ گزارش داد که eBay تنها ۱٫۲ میلیون پوند مالیات بر فروش بیش از ۸۰۰ میلیون پوند پرداخت کرده است. en:EBay#cite note-183

### نقض امنیتی ۲۰۱۴
در ۲۱ می ۲۰۱۴، این شرکت فاش کرد که پایگاه داده مصرف‌کنندگان از نام‌های کاربری، رمز عبور، شماره تلفن و آدرس‌های فیزیکی بین اواخر فوریه و اوایل مارس نقض شده است. به کاربران توصیه شد رمز عبور خود را تغییر دهند. برای تسریع این امر، ویژگی «تغییر رمز عبور» به پروفایل کاربرانی که هنوز این کار را نکرده بودند اضافه شد. ارتش الکترونیک سوریه مسئولیت این حمله را بر عهده گرفت. SEA گفت که حتی اگر هک جزئیات بانکی میلیون‌ها کاربر را برای آنها فاش کند، آنها از داده‌ها سوء استفاده نمی‌کنند. آنها لوگوی خود را که در اصطلاح فنی "Defacing" نامیده می‌شد، جایگزین صفحات اول وب سایت‌ها کرده بودند. هک باعث سقوط قیمت سهام eBay در معاملات روزانه در نتیجه نقض امنیت شد.

### رسوایی تعقیب
یک کمپین سایبری و آزار و اذیت که در سال ۲۰۱۹ علیه یک خبرنامه آنلاین انجام شد، منجر به اتهاماتی در سال ۲۰۲۰ علیه هفت عضو تیم امنیت جهانی eBay و همچنین دستگیری دو نفر از متهمان شد. Wenig، مدیر عامل شرکت در زمان کمپین آزار و اذیت، متهم نشده است.